# Trichilia solitudinis
Trichilia solitudinis är en tvåhjärtbladig växtart som beskrevs av Hermann August Theodor Harms. Trichilia solitudinis ingår i släktet Trichilia och familjen Meliaceae. Inga underarter finns listade i Catalogue of Life.